# هاري ثاير
هاري ثاير (بالإنجليزية: Harry Thayer)‏ هو لاعب كرة قدم أمريكية أمريكي، ولد في 31 ديسمبر 1873 في فيلادلفيا في الولايات المتحدة، وتوفي في 4 أغسطس 1936 في برين مار ‏ في الولايات المتحدة.